# JAPAN TESTING LABORATORIES
JAPAN TESTING LABORATORIES株式会社は、自動車、航空宇宙、ライフサイエンスなどの技術分野において、計測・試験・分析に関する評価データサービス、評価技術コンサルティングサービス、評価設備の設計・製作サービスを主な業務としている。

## 沿革
- 1999年（平成12年）6月 - エイキット株式会社設立。
- 2008年（平成20年）10月 - NDシステム株式会社・タクトフィールド株式会社を合併し、資本金を4000万円に増資。
- 2011年（平成23年）6月 - 豊田事業所開設
- 2012年（平成24年）1月 - 大阪営業所から大阪事業所に業務拡大
- 2012年（平成24年）9月 - 神奈川営業所から神奈川事業所へ業務拡大
- 2013年（平成25年）2月 - 振動試験ラボ開設
- 2015年（平成27年）4月 - 名古屋事業所開設
- 2016年（平成28年）6月 - 海外子会社「JTL America, Inc. (旧 A-kit America, Inc.)」を、アメリカ合衆国ミシガン州に設立
- 2017年（平成29年）10月 - ￼会社分割により分社化。「JAPAN TESTING LABORATORIES株式会社」として独立。